# Grand Sport
Grand Sport — компанія з виробництва спортивного обладнання, що базується в Таїланді, створена в 1961 році.

## Бренди
- Grand Sport
- ONYX

## Спонсорство
Продукти Grand Sport використовують на офіційному рівні такі організації, такі Азійська конфедерація волейболу, Футбольна асоціація Сінгапуру, Футбольної асоціація Оману, Футбольна асоціація Катару, Футбольної асоціація Кувейту, Федерація футболу Узбекистану, Федерація футболу Киргизстану, і Катарський, Оманський і В'єтнамський Олімпійський комітет.

### Футбол

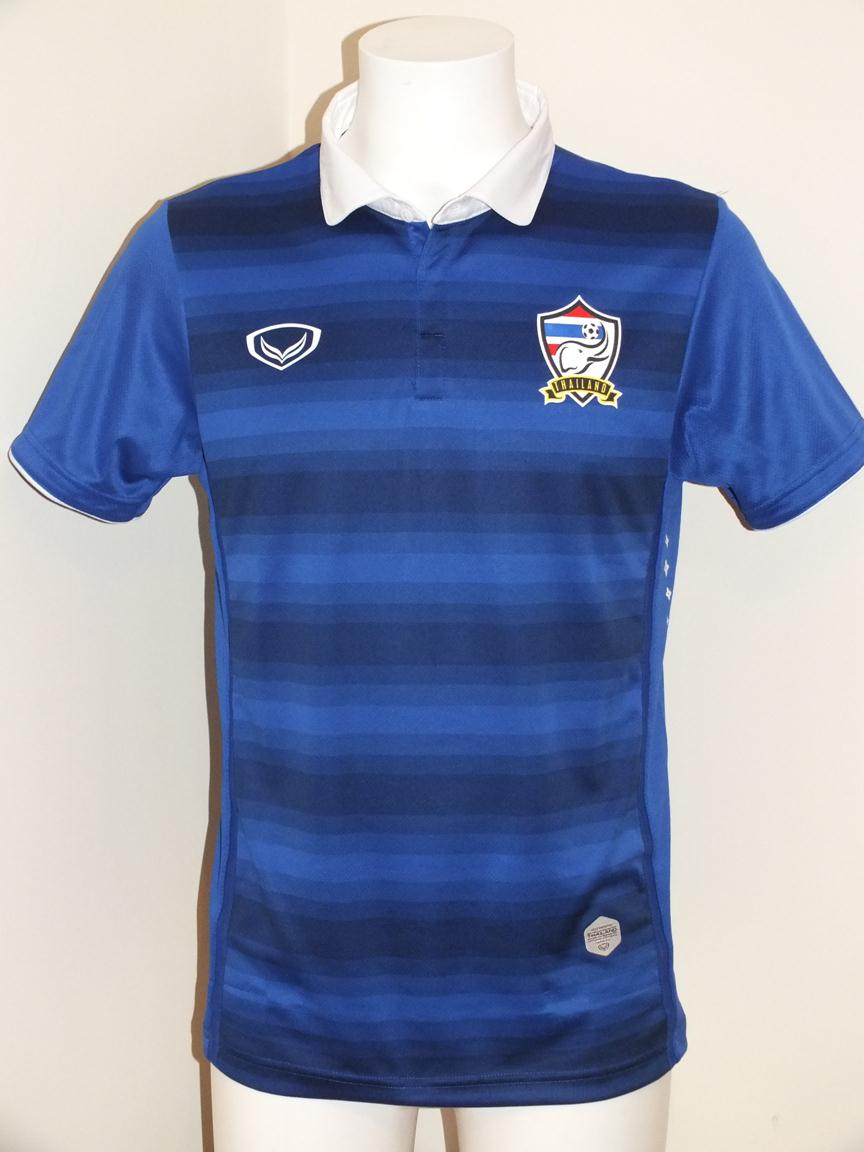
Форма збірної Таїланду зразка 2014 року, випущена компанією Grand Sport.

### Національні збірні

#### Азійська конфедерація футболу (AFC)
- Узбекистан 1999
- Катар 1997—2002
- Киргизстан 2006—2007
- Таїланд 2011—2016
- В'єтнам 2014—2019
- Шрі-Ланка 2015—
- Казахстан 1998—1999[1][2][3]

### Волейбол

#### Азія
- Австралія
- Таїланд
- В'єтнам